# Billion Dollar Babies
Billion Dollar Babies är ett rockalbum av gruppen Alice Cooper, släppt 1973. Albumet spelades in från augusti 1972 fram till januari 1973 och utgavs i mars samma år.
Albumet blev en stor framgång, mycket tack vare bandets producent Bob Ezrin. "Elected" och "No More Mr. Nice Guy" var de största hitarna från albumet, som blev etta på albumlistan i USA och Storbritannien. Skivan medtogs i boken 1001 album du måste höra innan du dör.
Albumkonvolutet var utformat som en grön ormskinnsplånbok. Förutom skivan fann man i denna plånbok en miljarddollarsedel, samt idolbilder på Alice Cooper och övriga i bandet.

## Låtlista
(upphovsman inom parentes)
1. "Hello Hooray" (Rolf Kempf) - 4:14
2. "Raped and Freezin'" (Michael Bruce/Alice Cooper) - 3:15
3. "Elected" (Michael Bruce/Glen Buxton/Alice Cooper/Dennis Dunaway/Neal Smith) - 4:05
4. "Billion Dollar Babies" (Michael Bruce/Alice Cooper/Neal Smith) - 3:39
5. "Unfinished Sweet" (Michael Bruce/Alice Cooper/Neal Smith) - 6:17
6. "No More Mr. Nice Guy" (Michael Bruce/Alice Cooper) - 3:05
7. "Generation Landslide" (Michael Bruce/Glen Buxton/Alice Cooper/Dennis Dunaway/Neal Smith) 4:31
8. "Sick Things" (Michael Bruce/Alice Cooper/Bob Ezrin) - 4:18
9. "Mary Ann" (Michael Bruce/Alice Cooper) - 2:19
10. "I Love the Dead" (Alice Cooper/Bob Ezrin) - 5:08

## Listplaceringar
| Lista (1973)   | Position            |
| -------------- | ------------------- |
| Australien     | 3 (Go Set)          |
| Danmark        | 5                   |
| Finland        | 1                   |
| Kanada         | 2 (RPM)             |
| Nederländerna  | 1                   |
| Norge          | 6                   |
| Storbritannien | 1 (UK Albums Chart) |
| Sverige        | 1 (Kvällstoppen)    |
| USA            | 1 (Billboard 200)   |
| Västtyskland   | 9                   |
| Österrike      | 4                   |